# شورقشلاق
شورقشلاق (بالفارسية: شورقشلاق) هي مستوطنة تقع في تشارواماق الشرقية الريفية في إيران. يقدر عدد سكانها بـ 150 نسمة .